# Каонабо

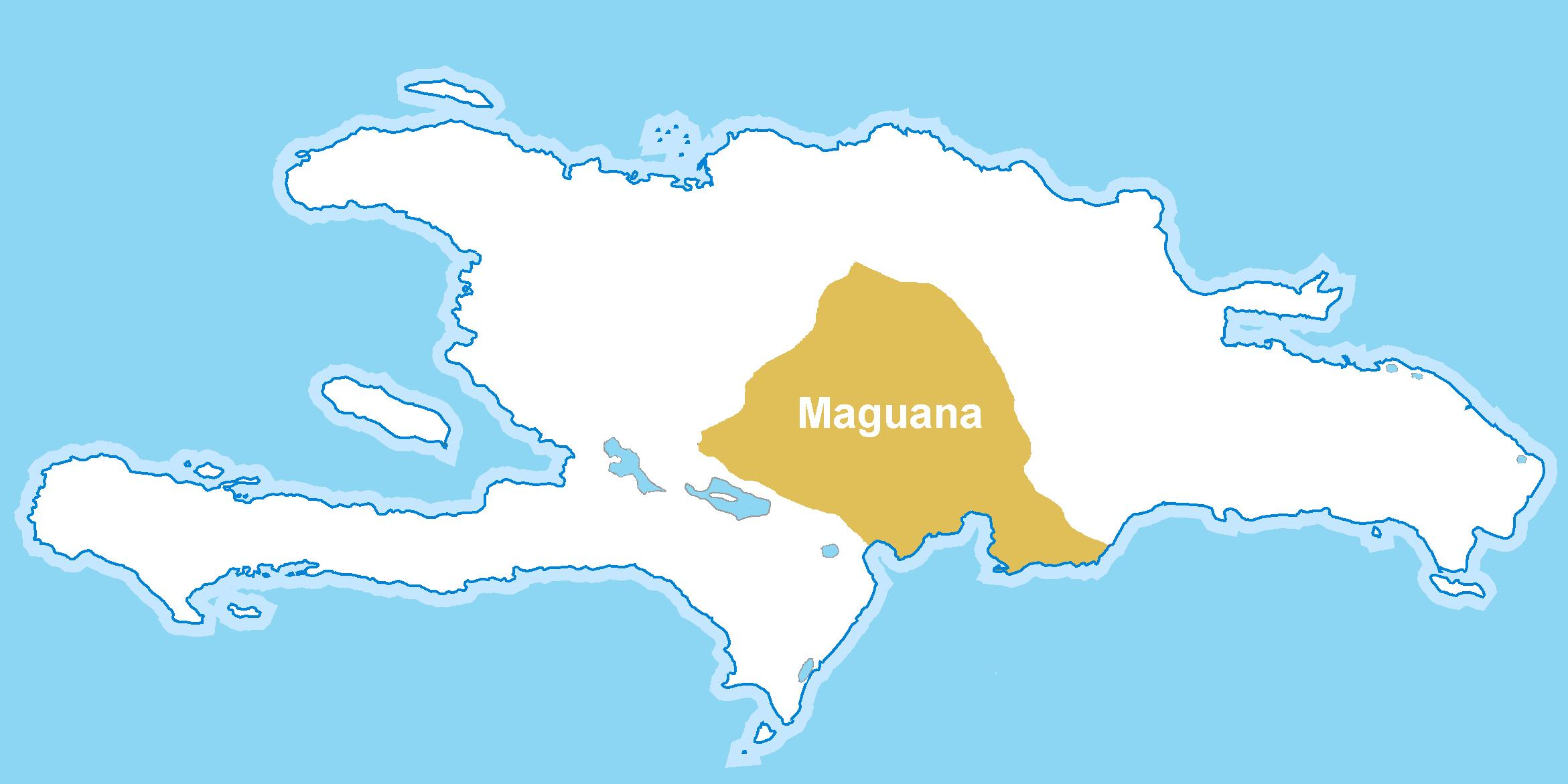
Область Магуана на острове Гаити, где правил касик Каонабо

Каонабо (ум. 1496) — один из пяти верховных касиков (вождей) индейского населения острова Гаити (Эспаньолы). Правил в провинции Магуана. Один из первых индейских вождей, поднявшихся на борьбу против испанских конкистадоров. Это был рослый, могучего телосложения индеец, «самый непримиримый враг белых… наделенный прирожденным военным талантом и умом, какого обычно не предполагают у дикарей… Неукротимый духом и отважный, он совершал дерзкие набеги, опираясь на поддержку трех своих храбрых братьев и слепо повиновавшегося ему многочисленного племени», сообщал о нём Христофор Колумб.

## Вождь сопротивления местного населения
В декабре 1492 года Христофор Колумб основал на острове Эспаньола первый испанский форт Ла-Навидад (Рождество). Испанцы стали совершать из крепости нападения на близлежащие индейские селения. Во время рейда во владения Каонабо, «весьма храброго повелителя Магуаны», они были перебиты его воинами. Затем касики Каонабо и Маябанеш взяли и сожгли крепость. Все испанцы были перебиты.
В конце ноября 1493 года Христофор Колумб вторично высадился на Гаити, где узнал о сожжении индейцами крепости Ла-Навидад. В январе 1494 года Колумб к востоку от сожжённого форта построил город Ла-Изабелла. Испанский отряд, посланный вглубь острова, нашел золото в горном районе Кордильера-Сентраль, в области Сибао, которая принадлежала Каонабо. Адмирал приказал обложить все индейское население провинции податью: все индейцы старше 14 лет, живущие поблизости от рудников, были обязаны каждые три месяца сдавать определённое количество золота. Те индейцы, кто не платил подать, подвергались наказанию.
Вскоре в провинции Сибао был основан форт Святого Фомы. Касик Каонабо собрал войско и осадил крепость. Осада продолжалась тридцать дней. Испанским гарнизоном командовал опытный конкистадор Алонсо де Охеда, «имевший опыт войны с маврами» и легко предугадывавший все маневры и уловки противника. Он предпринял вылазку и нанес индейцам серьезное поражение. Каонабо потерял большую часть своих воинов. Несмотря на поражение, Каонабо не прекратил борьбы. Он задумал объединить всех правителей острова для совместной борьбы с испанцами. На сторону Каонабо перешли его братья и многие касики. Только касик Гуаканагари сохранил верность испанцам и оказывал им помощь в борьбе против своих соплеменников. Началась открытая война, продложавшася девять месяцев — до конца 1495 года.
В конце марта 1495 года Христофор Колумб выступил из форта ла-Изабелла в поход вглубь острова против Каонабо и его союзников. В битве в Королевской долине (Вега Реаль) коалиция касиков была наголову разгромлена небольшим испанским отрядом.
Убедившись в том, что в открытом бою Каонабо не победить, испанские конкистадоры применили хитрость. В 1495 году Алонсо де Охеда в сопровождении девяти конных воинов прибыл в лагерь Каонабо якобы для заключения мира. Во время встречи Охеда хитростью надел на касика кандалы и уговорил сесть на лошадь. Каонабо был пленен и доставлен к Колумбу. Адмирал некоторое время содержал пленника в своём доме. В 1496 году Колумб решил отправить пленного Каонабо в Испанию. Сильная тропическая буря разбила корабль, на котором везли закованного в цепи Каонабо, и касик утонул в Карибском море.
После пленения Каонабо борьбу индейского населения против испанских конкистадоров на острове Эспаньоле возглавили его жена Анакаона, а также касики Гуарионекс, Майобанекс, Котубано и Энрикильо.